# Jordan Hawkins
Jordan Dorrell Hawkins (Gaithersburg, 29 aprile 2002) è un cestista statunitense, professionista nella NBA con i New Orleans Pelicans.

## Carriera
Dopo aver trascorso due stagioni con gli UConn Huskies, con cui ha vinto un titolo NCAA, nel 2023 si dichiara per il Draft NBA, venendo selezionato con la quattordicesima scelta assoluta dai New Orleans Pelicans.

## Statistiche

### College
| Anno       | Squadra       | PG | PT | MP   | TC%  | 3P%  | TL%  | RP  | AP  | PRP | SP  | PP   |
| ---------- | ------------- | -- | -- | ---- | ---- | ---- | ---- | --- | --- | --- | --- | ---- |
| 2021-2022  | UConn Huskies | 27 | 4  | 14,7 | 35,3 | 33,3 | 82,1 | 2,0 | 0,5 | 0,3 | 0,3 | 5,8  |
| 2022-2023† | UConn Huskies | 37 | 37 | 29,4 | 40,9 | 38,8 | 88,7 | 3,8 | 1,3 | 0,7 | 0,5 | 16,2 |
| Carriera   | Carriera      | 64 | 41 | 23,2 | 39,6 | 37,6 | 87,2 | 3,0 | 1,0 | 0,5 | 0,4 | 11,8 |

### NBA

#### Regular Season
| Anno      | Squadra       | PG  | PT | MP   | TC%  | 3P%  | TL%  | RP  | AP  | PRP | SP  | PP   |
| --------- | ------------- | --- | -- | ---- | ---- | ---- | ---- | --- | --- | --- | --- | ---- |
| 2023-2024 | N.O. Pelicans | 67  | 10 | 17,3 | 38,2 | 36,6 | 83,8 | 2,2 | 1,0 | 0,3 | 0,1 | 7,8  |
| 2024-2025 | N.O. Pelicans | 56  | 9  | 23,6 | 37,2 | 33,1 | 81,6 | 2,8 | 1,2 | 0,5 | 0,4 | 10,8 |
| Carriera  | Carriera      | 123 | 19 | 20,2 | 37,6 | 34,8 | 82,6 | 2,5 | 1,1 | 0,4 | 0,2 | 9,2  |

#### Playoffs
| Anno     | Squadra       | PG | PT | MP  | TC% | 3P% | TL% | RP  | AP  | PRP | SP  | PP  |
| -------- | ------------- | -- | -- | --- | --- | --- | --- | --- | --- | --- | --- | --- |
| 2024     | N.O. Pelicans | 3  | 0  | 4,0 | 0,0 | 0,0 | -   | 0,7 | 0,0 | 0,0 | 0,0 | 0,0 |
| Carriera | Carriera      | 3  | 0  | 4,0 | 0,0 | 0,0 | -   | 0,7 | 0,0 | 0,0 | 0,0 | 0,0 |

### G League
| Anno      | Squadra        | PG | PT | MP   | TC%  | 3P%  | TL%  | RP  | AP  | PRP | SP  | PP   |
| --------- | -------------- | -- | -- | ---- | ---- | ---- | ---- | --- | --- | --- | --- | ---- |
| 2023-2024 | Birm. Squadron | 2  | 2  | 37,7 | 41,5 | 43,5 | 66,7 | 4,5 | 3,5 | 1,5 | 0,5 | 25,5 |
| Carriera  | Carriera       | 2  | 2  | 37,7 | 41,5 | 43,5 | 66,7 | 4,5 | 3,5 | 1,5 | 0,5 | 25,5 |

## Palmarès
- Campionato NCAA: 1

UConn Huskies: 2023